# Mārtiņš Meiers
Mārtiņš Meiers (Jūrmala, 30 maart 1991) is een Lets basketballer.

## Carrière
Meiers maakte zijn debuut voor BK Jūrmala in 2008 en speelde er een seizoen in het hoofdteam. In 2009 ging hij spelen voor BK Ventspils en het seizoen erna voor BK Liepāja. In 2011 keerde hij terug naar BK Ventspils en speelde er twee seizoenen tot 2013. In het seizoen 2013/14 speelde hij voor het Duitse Mitteldeutscher BC. In 2014 keerde hij terug naar de BK Ventspils en speelde er een seizoen. In het volgende seizoen maakte hij de overstap naar reeksgenoot BK VEF Riga.
Hij tekende daarna bij het Russische BK Unics Kazan, om daarna in december 2017 de overstap te maken naar BK Jenisej Krasnojarsk, ook in de Russische competitie. In 2019 maakte hij de overstap naar KK Budućnost waar hij een seizoen speelde. In het seizoen 2020/21 speelde hij voor het Kazachse Astana BK. Hij tekende in 2021 voor Élan Chalon en werd daarna verhuurd aan het Poolse WKS Śląsk Wrocław.
Voor het seizoen 2022/23 werd hij verhuurd aan het Estse BC Kalev/Cramo, waarmee hij landskampioen werd. In december 2023 tekende hij bij het Belgische Okapi Aalst, als vervanger van de vertrokken Canadees James Jean-Marie. Okapi besloot om de samenwerking na 10 matchen stop te zetten. Hij tekende daarna in maart 2024 weer in de Letse competitie bij Rīgas Zeļļi.

## Erelijst
- Baltic Basketball League: 2013
- Lets landskampioen: 2017
- Beker van Montenegro: 2020
- Pools landskampioen: 2022
- Ests landskampioen: 2023